# Висмутид натрия
Висмутид натрия — бинарное неорганическое соединение
натрия и висмута с формулой NaBi,
кристаллы.

## Получение
- Сплавление стехиометрических количеств чистых веществ:

{\displaystyle {\mathsf {Na+Bi\ {\xrightarrow {430^{o}C}}\ NaBi}}}

## Физические свойства
Висмутид натрия образует кристаллы
тетрагональной сингонии,
пространственная группа P 4/mmm,
параметры ячейки a = 0,347 нм, c = 0,481 нм, Z = 1,
структура типа медьзолота AuCu 
(по другим данным a = 0,490 нм, c = 0,480 нм, Z = 2 ).
Соединение образуется по перитектической реакции при температуре 430°С.
При температуре ниже 2,22 К переходит в сверхпроводящее состояние 

## Химические свойства
- Разлагается при нагревании:

{\displaystyle {\mathsf {3NaBi\ {\xrightarrow {>430^{o}C}}\ Na_{3}Bi+2Bi}}}